# لويل ن. لويس
لويل ن. لويس (بالإنجليزية: Lowell N. Lewis)‏ هو  وأستاذ جامعي أمريكي، ولد في 9 يوليو 1931 في كينغستون في الولايات المتحدة.